# 光稃雀麦
光稃雀麦（学名：Bromus epilis）为禾本科雀麦属下的一个种。光稃雀麦分佈於中華人民共和國云南省丽江、四川省理县海拔约3000米左右的山坡草地、沟谷。

## 扩展阅读
- 維基物種上的相關：光稃雀麦

1. ↑  .   [2022-01-30]. （原始内容存档于2022-01-30）.